# World Grand Champions Cup masculine 1997
Navigation
1993 2001
La 2e édition de la World Grand Champions Cup de volley-ball masculin s'est déroulée à Tōkyō (Japon) du 15 au 24 novembre 1997.

## Équipes engagées
Champions continentaux :
- Pays-Bas
- Cuba
- Brésil
- Chine.

Wild Card :
- Australie.

Nation Organisatrice :
- Japon.

## Classement final
| No | Équipe    | Points | Matches | Matches | Matches | Sets | Sets   | Sets  | Points | Points | Points |
| No | Équipe    | Points | joués   | gagnés  | perdus  | pour | contre | Ratio | pour   | contre | Ratio  |
| -- | --------- | ------ | ------- | ------- | ------- | ---- | ------ | ----- | ------ | ------ | ------ |
| 1  | Brésil    | 10     | 5       | 5       | 0       | 15   | 3      | 5.000 | 267    | 175    | 1.526  |
| 2  | Pays-Bas  | 9      | 5       | 4       | 1       | 14   | 7      | 2.000 | 303    | 273    | 1.110  |
| 3  | Cuba      | 8      | 5       | 3       | 2       | 11   | 9      | 1.222 | 253    | 219    | 1.155  |
| 4  | Chine     | 7      | 5       | 2       | 3       | 7    | 12     | 0.583 | 219    | 262    | 0.836  |
| 5  | Japon     | 6      | 5       | 1       | 4       | 8    | 12     | 0.667 | 251    | 263    | 0.954  |
| 6  | Australie | 5      | 5       | 0       | 5       | 3    | 15     | 0.200 | 172    | 273    | 0.630  |

## Podium final
| Place              | Équipe    |
| ------------------ | --------- |
| Médaille d'or      | Brésil    |
| Médaille d'argent  | Pays-Bas  |
| Médaille de bronze | Cuba      |
| 4                  | Chine     |
| 5                  | Japon     |
| 6                  | Australie |